# Le Météore de la nuit
Pour plus de détails, voir Fiche technique et Distribution.
Le Météore de la nuit (titre original : It Came from Outer Space) est un film de science-fiction américain réalisé en relief (3-D)  par Jack Arnold et sorti en 1953, d'après un roman de Ray Bradbury.

## Synopsis
En compagnie de sa fiancée institutrice, un astronome amateur observe une météorite qui s'écrase près de la petite ville de Sand Rock en Arizona. Après s'être rendu sur le lieu du crash, il aperçoit un objet mystérieux dans le cratère juste avant que celui-ci ne soit enseveli par un éboulement. Lorsqu'il raconte au shérif local et au rédacteur en chef du journal ce qu'il a vu, ceux-ci ne le croient pas. Mais bientôt des événements étranges vont survenir.

## Fiche technique
- Titre original : It Came from Outer Space
- Titre français : Le Météore de la nuit
- Réalisation : Jack Arnold
- Scénario : Harry Essex d'après un roman de Ray Bradbury
- Photographie : Clifford Stine
- Montage : Paul Weatherwax
- Musique : Henry Mancini, Irving Gertz, Herman Stein
- Costumes : Rosemary Odell
- Société de production : Universal Pictures
- Pays de production :  États-Unis
- Genre : Science-fiction et horreur
- Durée : 81 minutes
- Dates de sortie :
  - États-Unis : 25 mai 1953
  - France : 16 décembre 1953

## Distribution
- Richard Carlson : John Putnam
- Barbara Rush : Ellen Fields
- Charles Drake : Matt Warren, le shérif
- Joe Sawyer : Frank Daylon
- Russell Johnson : George
- Kathleen Hughes : Jane Dean, la fiancée de George
- Virginia Mullen (en) : Mrs. Daylon
- Dave Willock : Pete Davis, le pilote
- Alan Dexter (en) : Dave Loring, le rédacteur en chef du journal
- Robert Carson (en) : Dugan, un journaliste
- Dick Pinner : Lober, un journaliste
- George Eldredge (en) : le docteur Snell
- Brad Jackson : Bob, l'assistant du docteur Snell
- George Selk (en) : Tom, un mineur
- Warren MacGregor : Toby, un mineur
- Edgar Dearing (en) : Sam, un mineur
- William Pullen : Reed, l'adjoint du shérif
- Whitey Haupt : Perry, un élève d'Ellen

## Autour du film

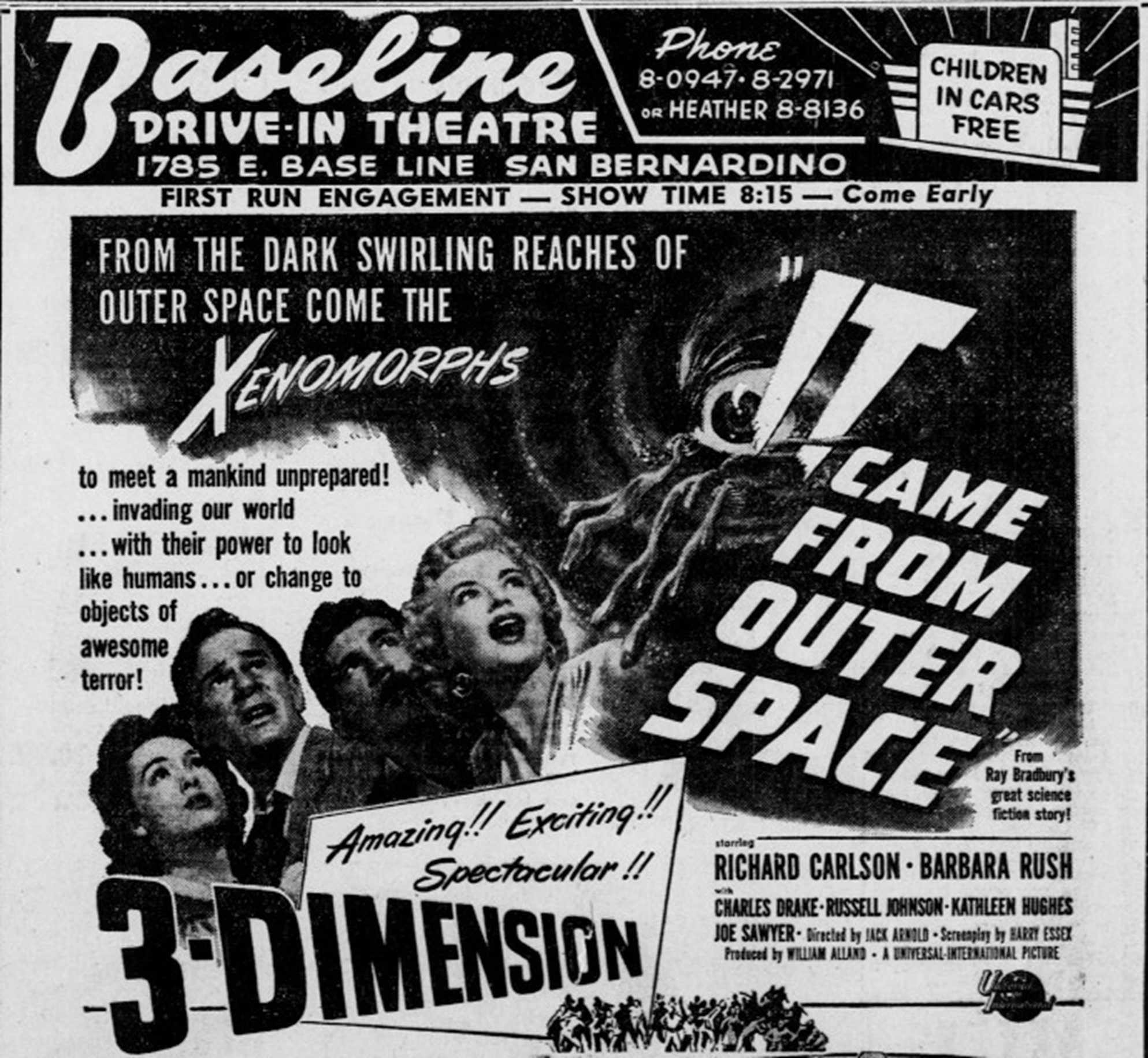
Publicité pour le cinéma drive-in Baseline, avec le film (journal San Bernardino Sun du 3 juin 1953).

- Le film a été  tourné en noir et blanc et il a été conçu pour être exploité en 3D (lumière polarisée) [1],[2].
- Il a inspiré d'autres films, comme Le Chat qui vient de l'espace sorti en 1978.
- C'est un des films mentionnés dans The Rocky Horror Show[3].
- Il fait également partie des films mentionnés par Para-Medic, le personnage de médecin cinéphile dans Metal Gear Solid 3: Snake Eater

## Récompenses et distinctions
- Barbara Rush a obtenu pour son rôle le Golden Globe de la révélation féminine de l'année en 1954